# Luxemburg vasútvonalainak listája

Luxemburg vasútvonalai 2018-ban

Ez a lista Luxemburg vasútvonalait sorolja fel ábécé sorrendben. A lista nem teljes.

## A lista
- Aspelt–Bettemburg-vasútvonal
- Athus-Maas-vasútvonal
- Berchem–Oetrange-vasútvonal
- Bettembourg–Volmerange-les-Mines-vasútvonal
- Cruchten–Fels-vasútvonal
- Diedenhofen–Mondorf-vasútvonal
- Diekirch–Vianden-vasútvonal
- Esch–Athus-vasútvonal
- Ettelbrück–Grevenmacher-vasútvonal
- Eurocaprail
- Grundhof–Befort-vasútvonal
- Junglinster–Fels-vasútvonal
- Kautenbach–Bastogne-vasútvonal
- Küntzig–Autel-vasútvonal
- Luxembourg–Echternach-vasútvonal
- Luxembourg–Remich-vasútvonal
- Luxembourg–Spa-vasútvonal
- Luxembourg–Wasserbillig-vasútvonal
- Metz–Luxembourg-vasútvonal
- Namur–Luxembourg-vasútvonal
- Noerdingen–Martelingen-vasútvonal
- Petingen–Bois Châtier-vasútvonal
- Petingen–Ettelbrück-vasútvonal
- Petingen–Luxembourg-vasútvonal
- Vennbahn